# Калмыков-Иванов, Георгий Терентьевич
Георгий Терентьевич Калмыков-Иванов — казачий общественный деятель. Учредитель и член правления Терского объединения во Франции. Казначей Казачьего союза в Париже. Руководитель общественных мероприятий для казаков-эмигрантов во Франции. Организатор строительства памятника казакам на кладбище Сент-Женевьев-Де-Буа во Франции «Казакам — сынам славы и воли».

## Биография
Родился 6 января 1895 года. Потомственный казак. Отец — Иванов Терентий Ларионович, атаман станицы Галюгаевской Терской области. Мать — Авдотья Симонова. Помимо него в семье было ещё два брата, Дмитрий и Иван, а также три сестры, Анастасия, Мария и Прасковья. Семья пользовалась большим авторитетом среди станичников. С 1851 года Ивановы служили в Собственном Его Императорском Величестве Конвое. По состоянию на 1910 год хутор Ивановых состоял из пяти дворов.
Обучался в Ташкентской мужской гимназии с 1911 года по 1916 год. Зачислен на службу в запасную сотню Горско-Моздокского полкового округа 01.09.1915. Юнкер с 30.01.1917. Поступил в Ташкентскую школу подготовки прапорщиков пехоты 02.07.1917. Окончил школу по ускоренной программе 01.11.1917.

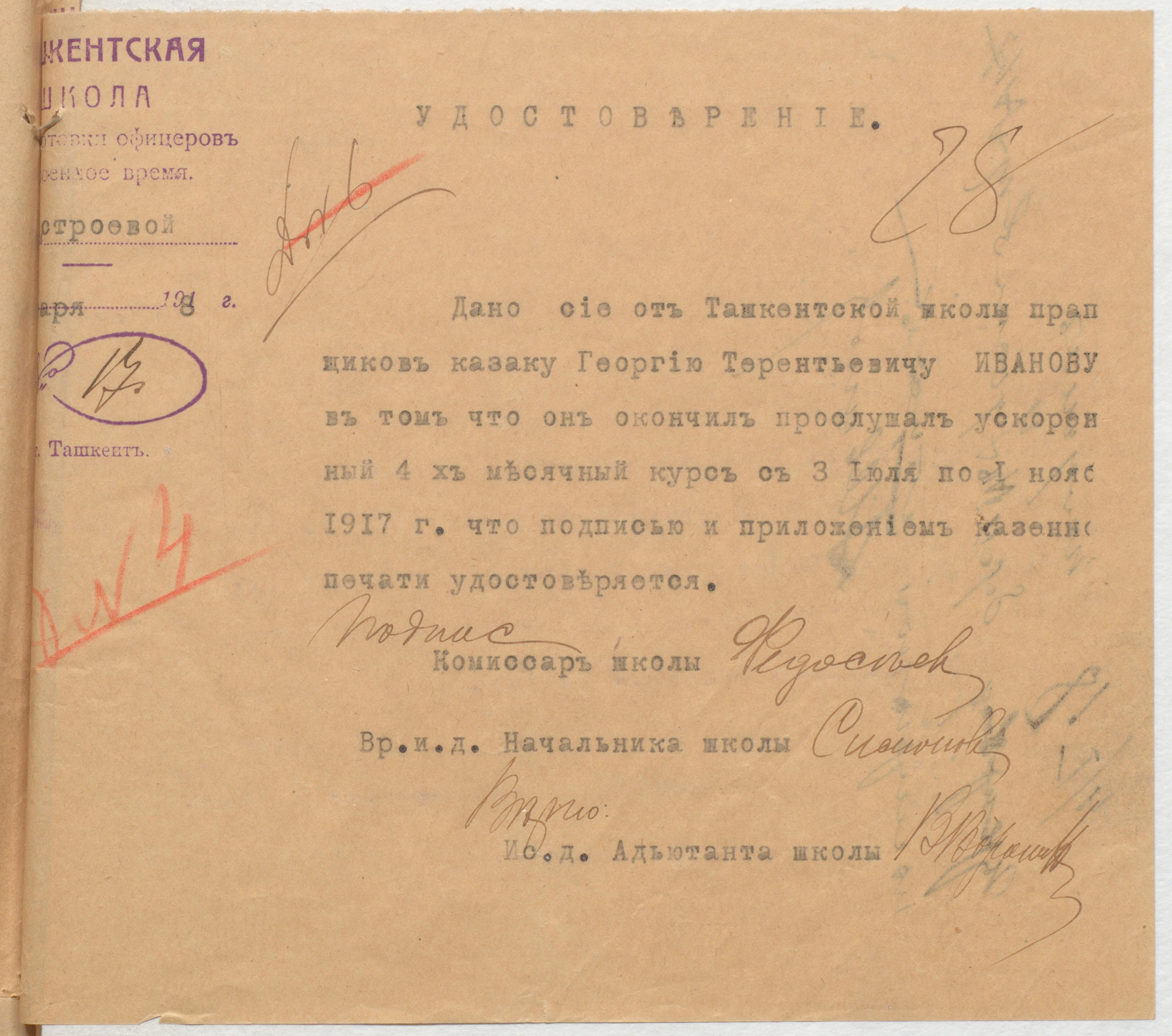

В Добровольческой армии с 1918 года. С 26.04.1918 в 3-й конной сотне Усть-Хоперского полка. Хорунжий.

### Эмиграция и общественная деятельность
Эмигрировал из Севастополя в 1920 году в Болгарию. Во время эмиграции поменял фамилию на Калмыков-Иванов.

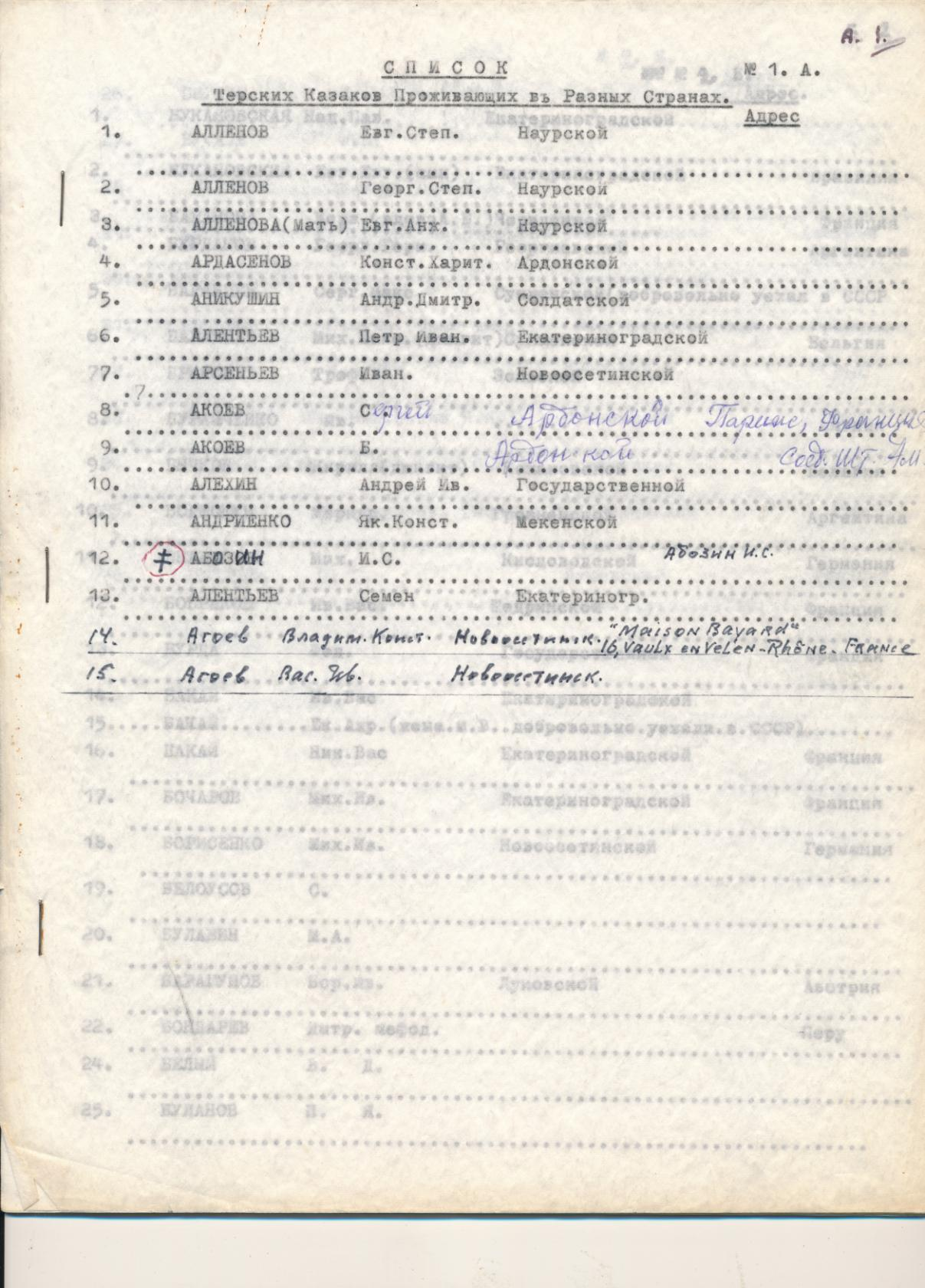
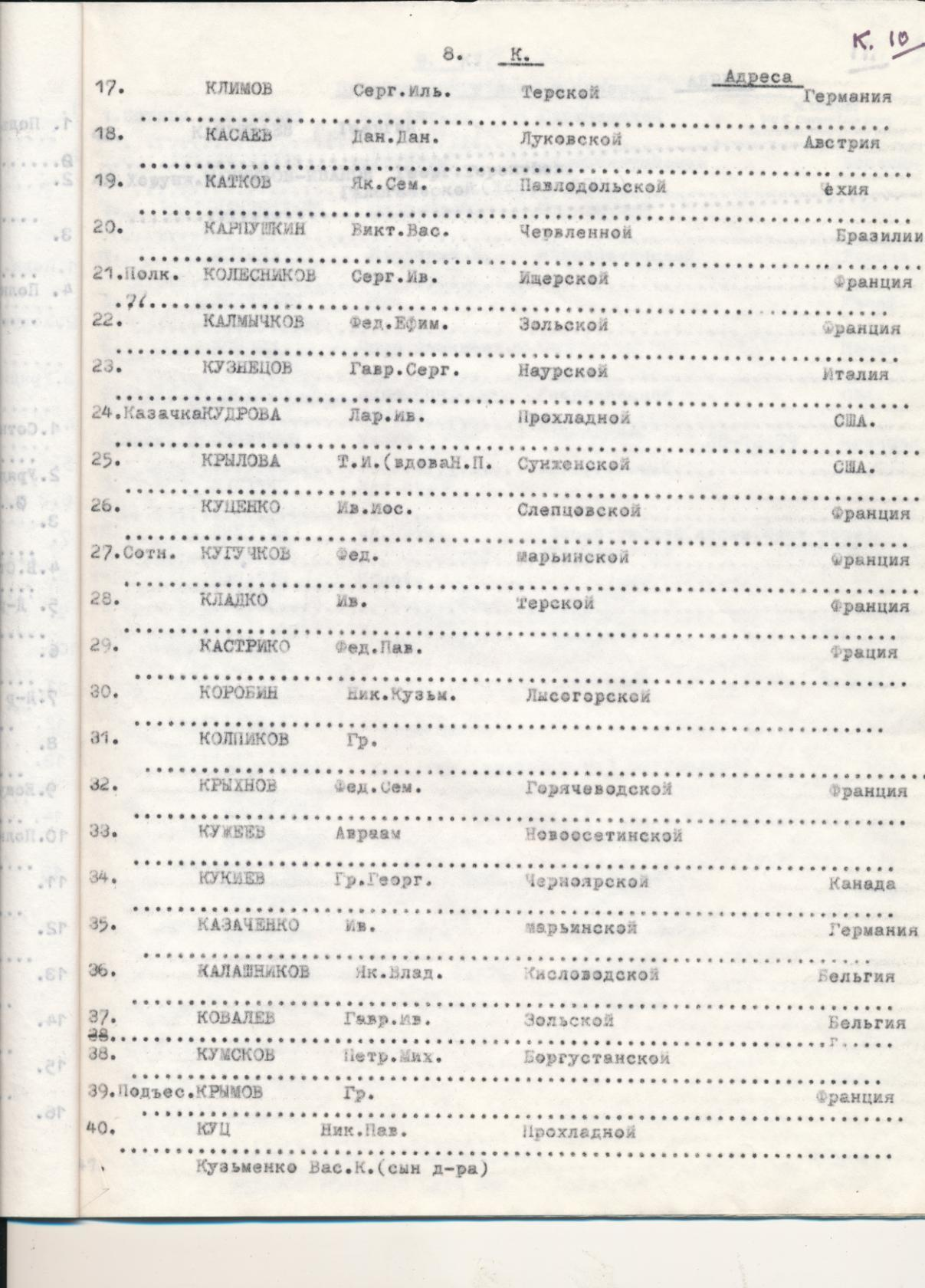
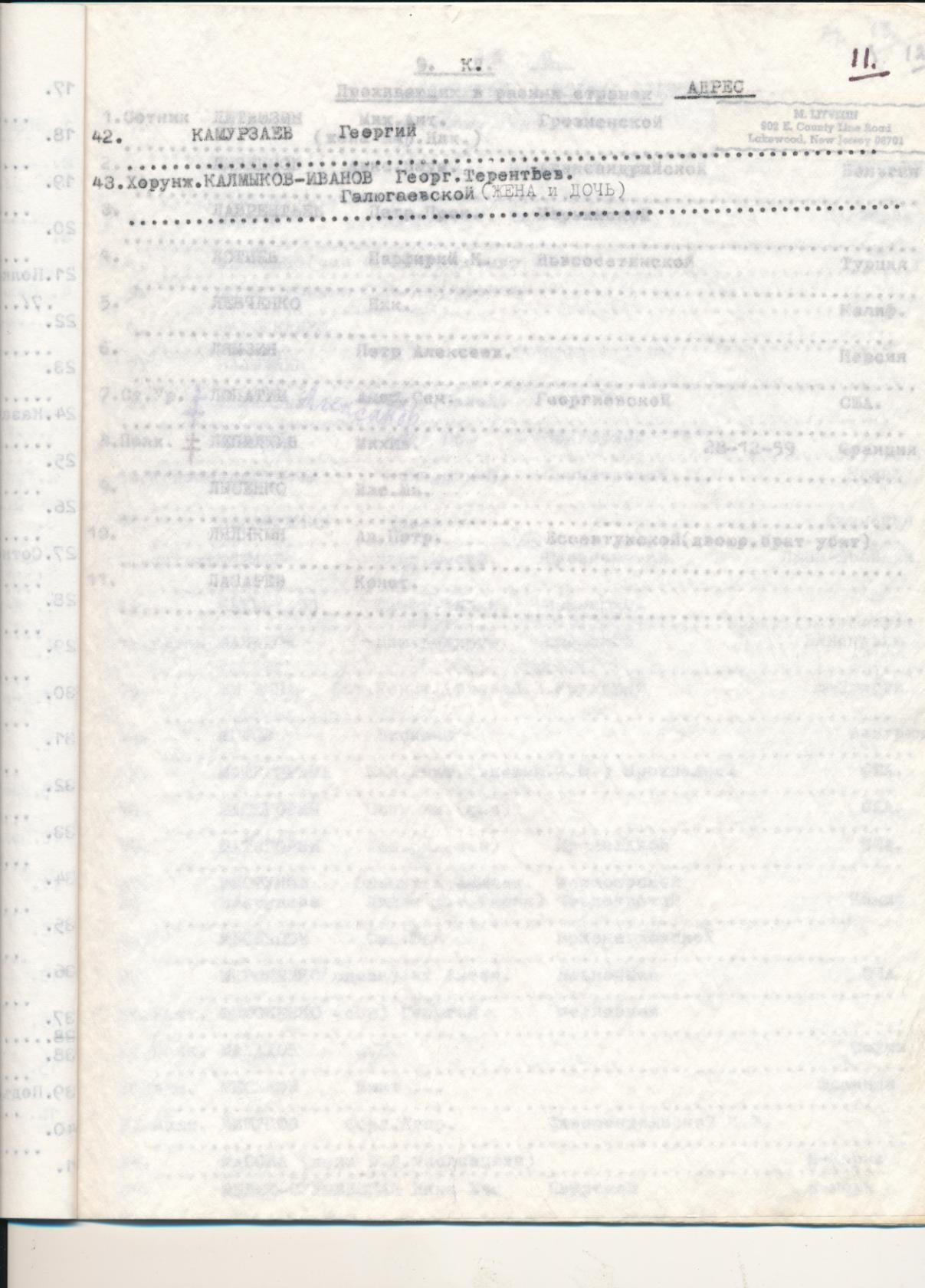

С 3 июня 1928 года в Париже. В ходе реорганизации Казачьего союза во Франции был назначен казначеем союза.
Участвовал в организации и проведении Дней казачьей скорби, в празднованиях дня Покрова Пресвятой Богородицы (1970-е) и др.
Организатор строительства памятника «Казаки — казакам» с 1972 года по 1975 год (освящён 28.09.1975).
Умер 4 апреля 1980 года в Париже, 14 апреля 1980 года похоронен на Новом кладбище в Булони.

## Памятник казакам
Из журнала «Родимый край», вып. 119: "Жизнь казаков во Франции ознаменовалась важным событием — завершением памятника казакам. Три с половиной года ушло на сбор средств для создания его и на исполнение проекта, соответствующего собранной сумме. Памятник находится по средине казачьего участка, обнесённого оградой из бетонных столбиков и алюминиевой цепи. Он представляет собой массив в форме полушария, на котором возвышается православный крест. Массив обнесён жардиньеркой для цветов. Общая высота памятника — 3 метра 35 сантиметров. Ориентирован он так, что, становясь перед его фасадом, лицо обращается на восток. Все части памятника высечены из бретонского тёмного гранита лучшего качество. Крест отполирован со всех сторон, рёбра его с лицевой стороны срезаны. Видимые поверхности жардиньерки тоже отполированы, а полушарие грубо обтёсано. На нём отполированы две площадки — одна с лицевой стороны, а другая — с тыловой. На лицевой площадке барельефом выгравирована надпись:
КАЗАКАМ — СЫНАМ
СЛАВЫ И ВОЛИ
A LA MEMOIRE
DES COSAQUES
Надпись с тыловой стороны с выгравированными и позолоченными буквами:
ПОМЯНИ НАС, ГОСПОДИ,
ЕГДА ПРИИДЕШИ
ВО ЦАРСТВИЕ ТВОЕ
_______________
ПАМЯТНИК ВОЗДВИГНУТ СТАРАНИЯМИ
КАЗАЧЬЕГО СОЮЗА В ЛЕТО 1975